# 第2次田中角栄内閣 (第2次改造)
第2次田中角栄第2次改造内閣（だいにじたなかかくえいだいにじかいぞうないかく）は、自由民主党総裁の田中角栄が第65代内閣総理大臣に任命され、1974年（昭和49年）11月11日から同年12月9日まで続いた日本の内閣。
第2次田中角栄第1次改造内閣の改造内閣である。

## 概説
内閣改造を行った直後に田中金脈問題が政治問題化したため、改造して15日後の同年11月26日に田中首相は退陣を表明した。改造して28日後の同年12月9日に内閣は総辞職。これは改造後の退陣表明・総辞職の最短記録である。
1974年（昭和49年）11月18日からのジェラルド・R・フォード米大統領の訪日日程を終えたのが、花道となった。
改造して29日間しか存続しなかったため、短命閣僚も出てきた。防衛庁長官（現：防衛大臣）に就任したばかりだった宇野宗佑は離任式で「国を守る防衛長官がどうしてくるくる代わるのか」と話した。また江藤智運輸相、鹿島俊雄郵政相及び大久保武雄労働相は、この内閣で初入閣したが、総辞職後に再入閣することがなかったため、わずか29日間しか閣僚を経験していない。

## 内閣の顔ぶれ・人事
所属政党・出身

  自由民主党   中央省庁

### 国務大臣
| 職名                                           | 氏名       | 氏名 | 出身等                        | 特命事項等 | 備考           |
| ---------------------------------------------- | ---------- | ---- | ----------------------------- | ---------- | -------------- |
| 内閣総理大臣                                   | 田中角栄   |      | 衆議院 自由民主党（田中派）   |            | 自由民主党総裁 |
| 法務大臣                                       | 浜野清吾   |      | 衆議院 自由民主党（椎名派）   |            | 再入閣         |
| 外務大臣                                       | 木村俊夫   |      | 衆議院 自由民主党（無派閥）   |            | 留任           |
| 大蔵大臣                                       | 大平正芳   |      | 衆議院 自由民主党（大平派）   |            | 留任           |
| 文部大臣                                       | 三原朝雄   |      | 衆議院 自由民主党（水田派）   |            | 初入閣         |
| 厚生大臣                                       | 福永健司   |      | 衆議院 自由民主党（大平派）   |            | 再入閣         |
| 農林大臣                                       | 倉石忠雄   |      | 衆議院 自由民主党（福田派）   |            | 留任           |
| 通商産業大臣                                   | 中曽根康弘 |      | 衆議院 自由民主党（中曽根派） |            | 留任           |
| 運輸大臣                                       | 江藤智     |      | 参議院 自由民主党             |            | 初入閣         |
| 郵政大臣                                       | 鹿島俊雄   |      | 参議院 自由民主党             |            | 初入閣         |
| 労働大臣                                       | 大久保武雄 |      | 衆議院 自由民主党（大平派）   |            | 初入閣         |
| 建設大臣                                       | 小沢辰男   |      | 衆議院 自由民主党（田中派）   |            | 初入閣         |
| 自治大臣 国家公安委員会委員長 北海道開発庁長官 | 福田一     |      | 衆議院 自由民主党（船田派）   |            | 再入閣         |
| 内閣官房長官                                   | 竹下登     |      | 衆議院 自由民主党（田中派）   |            | 再入閣         |
| 総理府総務庁長官 沖縄開発庁長官                | 小坂徳三郎 |      | 衆議院 自由民主党（無派閥）   |            | 留任           |
| 行政管理庁長官                                 | 細田吉蔵   |      | 衆議院 自由民主党（福田派）   |            | 留任           |
| 国土庁長官                                     | 丹羽兵助   |      | 衆議院 自由民主党（三木派）   |            | 初入閣         |
| 防衛庁長官                                     | 宇野宗佑   |      | 衆議院 自由民主党（中曽根派） |            | 初入閣         |
| 経済企画庁長官                                 | 倉成正     |      | 衆議院 自由民主党（中曽根派） |            | 初入閣         |
| 科学技術庁長官                                 | 足立篤郎   |      | 衆議院 自由民主党（田中派）   |            | 再入閣         |
| 環境庁長官                                     | 毛利松平   |      | 衆議院 自由民主党（三木派）   |            | 留任           |

### 内閣官房副長官・内閣法制局長官・総理府総務副長官
| 職名             | 氏名     | 出身等             | 備考                                  |
| ---------------- | -------- | ------------------ | ------------------------------------- |
| 内閣官房副長官   | 梶山静六 | 衆議院／自由民主党 | 政務担当 1974年（昭和49年）11月15日任 |
| 内閣官房副長官   | 川島廣守 | 官僚               | 事務担当                              |
| 内閣法制局長官   | 吉國一郎 | 官僚               |                                       |
| 総理府総務副長官 | 高鳥修   | 衆議院／自由民主党 | 政務担当 1974（昭和49年）年11月15日任 |
| 総理府総務副長官 | 皆川迪夫 | 官僚               | 事務担当                              |

### 政務次官
- 法務政務次官 - 松永光
- 外務政務次官 - 羽田野忠文
- 大蔵政務次官 - 大野明、柳田桃太郎（再任）
- 文部政務次官 - 山崎平八郎
- 厚生政務次官 - 山下徳夫
- 農林政務次官 - 江藤隆美、柴立芳文
- 通商産業政務次官 - 渡部恒三、嶋崎均
- 運輸政務次官 - 小此木彦三郎
- 郵政政務次官 - 稲村利幸
- 労働政務次官 - 中山正暉
- 建設政務次官 - 中村弘海
- 自治政務次官 - 左藤恵
- 行政管理政務次官 - 阿部喜元
- 北海道開発政務次官 - 志村愛子
- 防衛政務次官 - 棚辺四郎
- 経済企画政務次官 - 安田貴六
- 科学技術政務次官 - 片山正英
- 環境政務次官 - 橋本繁蔵
- 沖縄開発政務次官 - 国場幸昌
- 国土政務次官 - 斉藤滋与史